# Waifu2x
waifu2xは、アニメ形式の画像や写真などに対して画像スケーリングやノイズリダクションを行うプログラムである。
waifu2xは超解像畳み込みニューラルネットワーク (英語: Super-Resolution Convolutional Neural Network、SRCNN) に触発されている。waifu2xは演算にNvidia CUDAを利用するが、OpenCLやVulkanを利用することができる代替実装が開発されている。

## 語源
Waifuは理想的な女性キャラクターに対して用いられるアニメスラングに由来する。2xは2倍を意味する。

## 例
- 左側: 512×512px、PNG可逆圧縮、原典: Wikipe-tan face.svg
- 中央: 256×256px、30%の品質のJPG、それに最近隣内挿法（英語版）を適用
- 右側: 512×512px、waifu2xによるアップスケーリングとノイズリダクションを利用